# جايسون هارون
جايسون هارون (بالإنجليزية: Jason Aaron)‏ هو فنان قصص مصورة أمريكي، ولد في 28 يناير 1973 في جاسبر في الولايات المتحدة.

## وصلات خارجية
- الموقع الرسمي